# Sinocyclocheilus jiuchengensis
Sinocyclocheilus jiuchengensis är en fiskart som beskrevs av Li 2002. Sinocyclocheilus jiuchengensis ingår i släktet Sinocyclocheilus och familjen karpfiskar. Inga underarter finns listade i Catalogue of Life.